# Кацикас
Кацикас (на гръцки: Κατσικάς) е село в Северозападна Гърция, дем Янина, област Епир. Според преброяването от 2001 година населението му е 2566 души. Разхоложено е на 5 километра южно от Янина.

## Личности
Родени в Кацикас
- Димитриос Марулис (1842 – 1916), гръцки просветен деец